# General der Kavallerie

Rangabzeichen General, Österreich-Ungarn

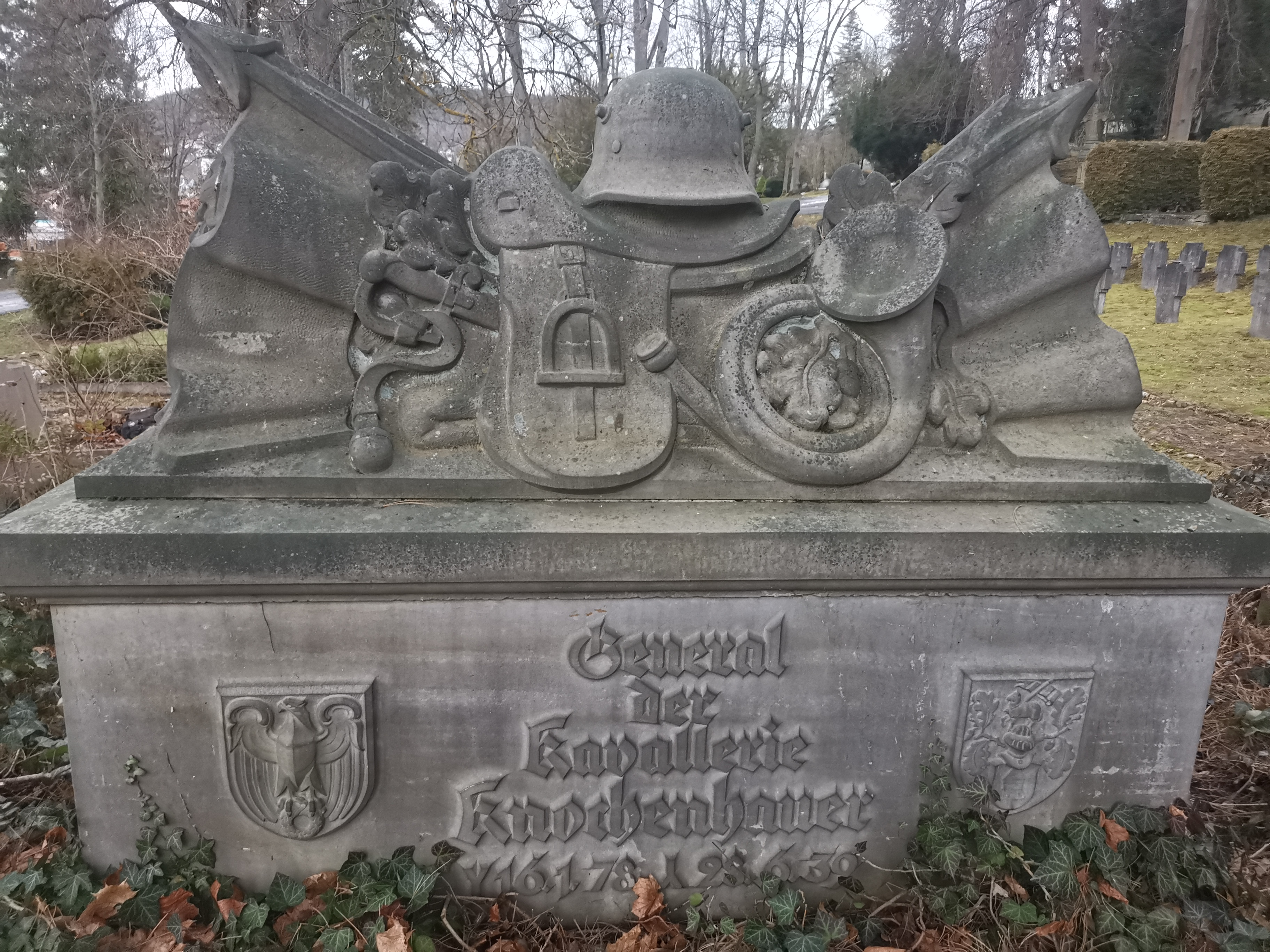
Grabmal des Generals Knochenhauer mit Symbolen der Kavallerie

General der Kavallerie (kurz: GdK, in der Ansprache allgemein General) war bis zum 20. Jahrhundert eine hervorgehobener Dienstgrad in der Ranggruppe der Generale nicht nur in deutschsprachigen Streitkräften, sondern auch in Übersee. 
In den deutschen Staaten Preußen, Bayern, Württemberg und Sachsen, ferner in Österreich-Ungarn, Großbritannien, Russland, Spanien und Japan gab es vier Generalsrangstufen: in aufsteigender Ordnung Generalmajor, Generalleutnant, General der Kavallerie / der Infanterie / der Artillerie und Generaloberst. Darüber gab es gelegentlich – so z. B. in der deutschen Wehrmacht – auch einen Generalfeldmarschall, in einigen Ländern Feldmarschall oder Marschall genannt.
Dem General der Kavallerie (-Infanterie, -Artillerie) war in der Regel der Befehl über ein Armeekorps (Kommandierender General) oder ein gleich hohes Amt anvertraut.
Es gab auch Länder mit nur drei Generalsstufen, ohne den besprochenen Dienstgrad, wie z. B. Frankreich und Italien, und solche mit nur zwei Rangklassen, wie Belgien, Dänemark und Mexiko.

## A
- Johann Nepomuk Martin Freiherr von Appel (1826–1906)
- Heinrich Moritz von Attems-Heiligenkreuz (1852–1926)
- Maximilian von Auersperg (1771–1850)

## B
- Maximilian Graf Baillet von Latour (1737–1806)
- Josef Benkeö von Kezdi-Sarfalva (1842–1919)
- Anatol Graf von Bigot de Saint-Quentin (1849–1932)
- Karl August Leopold Graf von Bigot de Saint-Quentin (1805–1884)
- Peter von Blanckensee (1659–1734)
- Ernst Paul Christian Graf von Blankenstein (1733–1816)
- Diether von Boehm-Bezing (1880–1974)
- Ludwig von Borstell (1773–1844)
- Karl Heinrich Emil Alexander von Borstell (1778–1856)
- Moritz Heinrich Freiherr von Boyneburg (1788–1868)
- Walter Braemer (1883–1955)
- Georg Brandt (1876–1945)
- Theodor Brantner (1882–1964)
- Anatol Graf von Bredow (1859–1941)
- Georg Hermann von Broizem (1850–1918)

## C
- Eduard Clam-Gallas (1805–1891)

## D
- Georg Ludwig von Dalwig (1725–1796)
- Franz Maria von Dalwigk zu Lichtenfels (1876–1947)
- Bogislaw Friedrich Felix von Damnitz (1847–1926)
- Georg von der Decken (1787–1859)

## E
- Günther von Etzel (1862–1948)

## F
- Alfred von Fabrice (1818–1891)
- Eugen von Falkenhayn (1792–1853)
- Eugen von Falkenhayn (1853–1934)
- Kurt Feldt (1887–1970)
- Hans Feige (1880–1953)
- Louis Charles Graf Folliot de Crenneville (1763–1840)
- Ignaz Freiherr von Fratricsevics (1820–1887)

## G
- Otto von Garnier (1859–1947)
- Konstantin von Gebsattel (1854–1932)
- Ludwig von Gebsattel (1857–1930)
- Curt Ludwig Freiherr von Gienanth (1876–1961)
- Karl Friedrich von der Goltz (1815–1901)
- Karl Gorzkowski von Gorzkow (1778–1858)
- Konrad von Goßler (1881–1939)
- Hermann von Guretzky-Cornitz (1828–1892)

## H
- Maximilian von Hagenow (1844–1906)
- Franz Haller von Hallerkeö (1796–1875)
- Erik Hansen (1889–1967)
- Ignaz zu Hardegg (1772–1848)
- Gustav Harteneck (1892–1984)
- Karl Eduard von Hänisch (1829–1908)
- Konrad von Hausmann (1853–1923)
- Louis von Hesberg (1824–1909)
- Leonhard von Hohenhausen (1788–1872)
- Friedrich von Hohenzollern-Sigmaringen (1843–1904)
- Gustav von Hollen  (1851–1917)
- Victor von Hennigs (1848–1930)

## I
- Johann Ludwig Hektor von Isolani (1586–1640)

## J
- Walther von Jagow (1867–1928)
- Johann Franz Anton Jörger von Tollet (um 1670–1738)

## K
- Franz Károlyi von Nagykároly (1705–1758)
- Hugo von Kayser (1873–1949)
- Philipp Kleffel (1887–1964)
- Hans Kurt Eugen von Kirchbach (1835–1911)
- Karl Graf von Kirchbach auf Lauterbach (1856–1939)
- Wilhelm Knochenhauer (1878–1939)
- Rudolf Koch-Erpach (1886–1971)
- Karl-Erik Köhler (1895–1958)
- Georg Ludwig Egidius von Köhler (1734–1811)
- Desiderius Kolossváry de Kolosvár (1855–1919)
- Götz Freiherr von König (1849–1934)
- Ernst-August Köstring (1876–1953)
- Franz Kreß von Kressenstein (1881–1957)
- Karl Kress von Kressenstein (1781–1856)
- Hans Krug von Nidda (1857–1922)
- Alfred von Kühne (1853–1945)

## L
- Maximilian von Laffert (1855–1917)
- Georg von Lehmann (1856–1936)

## M
- Wolf Rudolf Freiherr Marschall von Altengottern (1855–1930)
- Georg von der Marwitz (1856–1929)
- Johann Friedrich von Mohr (1765–1847)
- Walther von Moßner (1846–1932)

## N
- Maurus Josef Maria Reichsgraf von Nys († 1808)
- Hermann Reichsgraf von Nostitz-Rieneck (1812–1895)

## O
- Franz Freiherr von Ottinger (1793–1869)

## P
- Friedrich Graf von Perponcher-Sedlnitzky (1821–1909)
- Karl Freiherr von Pflanzer-Baltin (1855–1925)
- Curt von Pfuel (1849–1936)
- Theophil Eugen Anton von Podbielski (1814–1879)
- Günther von Pogrell (1879–1944)
- Maximilian von Poseck (1865–1946)
- Friedrich von Preußen
- Franz Adolf Freiherr Prohaska von Guelfenburg (1768–1862)

## R
- Alfred Bonaventura von Rauch (1824–1900)
- Friedrich von Rauch (1855–1935)
- Gustav Waldemar von Rauch (1819–1890)
- Karl von Reyher (1786–1857)
- Albert von Rheinbaben (1813–1880)
- Manfred von Richthofen (1855–1939)
- Georg Freiherr Rohonczy von Felsöpulya (1837–1914)
- Edwin von Rothkirch und Trach (1888–1980)

## S
- Friedrich Wilhelm von Seydlitz (1721–1773)
- Ludwig Roth von Schreckenstein (1789–1858)
- Franz Schlik zu Bassano und Weißkirchen (1789–1862)
- Woldemar von Schleswig-Holstein-Sonderburg-Augustenburg (1810–1871)
- Rudolf von Schön (1810–1891)
- Adolf Senfft von Pilsach (1816–1897)
- Ludwig von Schlotheim (1818–1889)
- Alfred von Schlieffen (1833–1913)
- Friedrich Freiherr von Steinling (1835–1915)
- Otto von Stetten (1862–1937)
- Friedrich Graf von der Schulenburg (1865–1939)
- Georg Stumme (1886–1942)
- Leo Geyr von Schweppenburg (1886–1974)

## T
- Ferdinand Graf Tige (1719–1811)
- Friedrich Karl von Tettenborn (1778–1845)
- Hermann von Tresckow (1849–1933)

## U
- Kurt von Unger (1859–1931)
- Wolfgang von Unger (1855–1927)

## W
- Karl von Wedel (1842–1919)
- Paul Freiherr von Wernhardt (1776–1846)
- Siegfried Westphal (1902–1982)
- Ferdinand Freiherr von Wintzingerode (1770–1818)
- Anton von Winzor (1844–1910)
- Eugen Wratislaw von Mitrowitz (1786–1867)

## Z
- Ferdinand Graf von Zeppelin (1838–1917)
- Hans Joachim von Zieten (1699–1786)